# Сан-Педру (Пенише)
Сан-Педру (порт. São Pedro) — район (фрегезия) в Португалии, входит в округ Лейрия. Является составной частью муниципалитета Пенише. По старому административному делению входил в провинцию Эштремадура. Входит в экономико-статистический субрегион Оэште, который входит в Центральный регион. Население составляет 2095 человек на 2001 год. Занимает площадь 3,19 км².
Покровителем района считается Апостол Пётр (порт. São Pedro).